# Beifußhuhn
Das Beifußhuhn (Centrocercus urophasianus) ist ein im westlichen Nordamerika lebender Hühnervogel aus der Familie der Fasanenartigen.

## Merkmale
Das 65 bis 75 cm lange Beifußhuhn wird 3,5 bis 4 kg schwer, wobei der Hahn deutlich größer ist als die Henne. Das Gefieder beider Geschlechter ist graubraun-weiß gesprenkelt und auf der Unterseite dunkel. Die Schwanzfedern laufen sehr spitz zu, sie werden strahlenförmig aufgefächert und senkrecht über dem Rücken aufgestellt. Beim Männchen ist die Kehle schwarz gefärbt, während die großen, weiß befiederten Kehlsäcke weit bis auf die Brust hinab reichen und als prachtvolle „Halskrause“ den aufgeplusterten Vogel umrahmen. Des Weiteren zeichnen den Hahn gelbe Augenwülste aus.

## Vorkommen

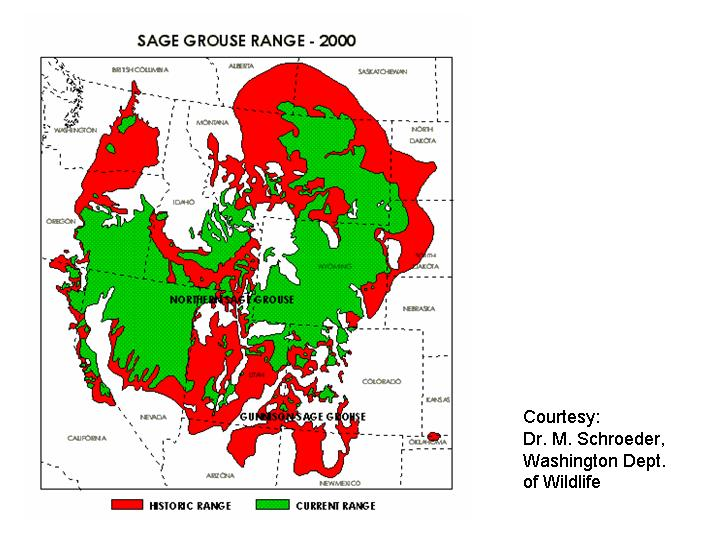
Das Verbreitungsgebiet des Beifußhuhns; grün: die rezente Verbreitung, rot: Verbreitung in historischer Zeit

Die Heimat des Beifußhuhns sind Krautsteppen mit Beifußbewuchs im westlichen Nordamerika, von Kanada bis New Mexico. Während es im Winter eher in den Ebenen anzutreffen ist, bevölkert es im Sommer das Vorgebirge.
Im Jahr 2000 wurde eine im Südosten Utahs und Südwesten Colorados vorkommende Population als eigene Art Centrocercus minimus abgetrennt.

## Nahrung
Der Vogel ernährt sich überwiegend von Beifußblättern und Gräsern. Gelegentlich frisst er auch Wirbellose. Er ist jedoch nicht in der Lage, harte Samen zu verdauen.

## Fortpflanzung

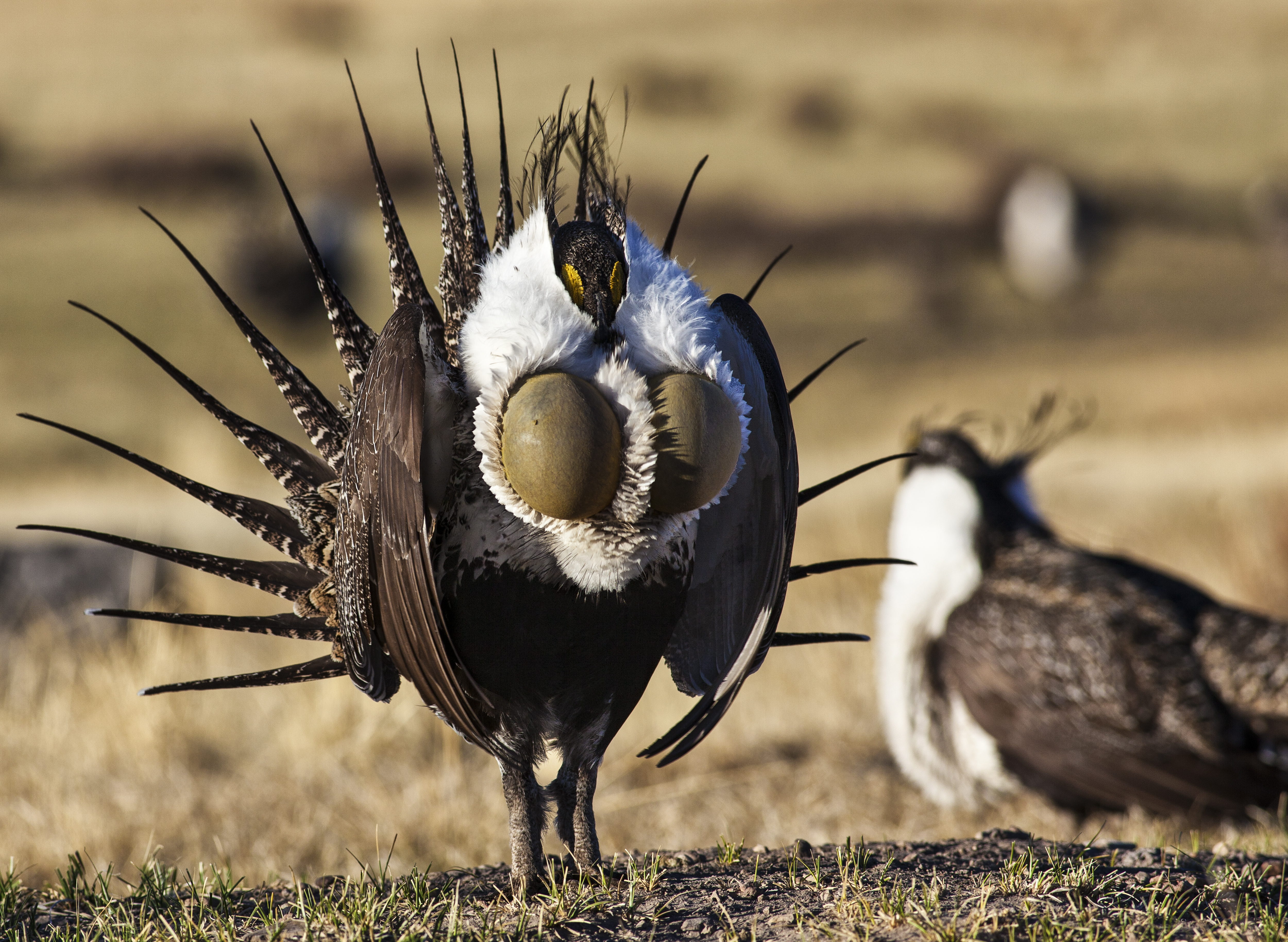
Balzendes Männchen

In den Wintermonaten bilden die Beifußhühner nach Geschlecht getrennte Schwärme. Im Frühling treffen sie dann an Balzplätzen, den so genannten Leks, zusammen. Die Männchen beanspruchen Reviere und werben in den Dämmerungsstunden um Weibchen. Sie stolzieren umher und fächern ihre Schwanzfedern und Handschwingen. Gleichzeitig pumpen sie ihre Luftsäcke auf und entleeren sie wieder mit kullernden und ploppenden Lauten. Die ranghöchsten Hähne begatten die meisten Hennen, aber auch rangniedere Hähne kommen, je nach sozialer Stellung, noch mehr oder minder oft zur Paarung. Das Weibchen legt rund 8 Eier in eine flache Bodenmulde und bebrütet sie 40 Tage alleine. Bald nach dem Schlüpfen folgen die Jungvögel der Mutter bei der Nahrungssuche.

## Popkultur
Das Beifußhuhn  „Cecil the Sagehen“ ist das Maskottchen des Sportteams Pomona-Pitzer Sagehens, das vereinte Sportprogramm des Pomona College und des Pitzer College, welche zwei Liberal Arts Colleges in Claremont (Kalifornien) sind.
Der echte Vogel ist auch das Maskottchen vom Pomona College selbst.